# Aéroport de Paris-Charles de Gaulle
De internationale luchthaven Parijs-Charles de Gaulle, Frans: Aéroport de Paris-Charles de Gaulle, (ook Roissy of Charles de Gaulle genoemd), is de belangrijkste luchthaven van Frankrijk. Ze is gelegen ten noordoosten van Parijs, buiten de agglomeratie en op de grens van de departementen Val-d'Oise, Seine-et-Marne en Seine-Saint-Denis in de regio Île-de-France.
Ze is een van twee grote luchthavens bij Parijs, de andere is Orly. Parijs-Charles de Gaulle is het thuisvliegveld voor Air France. De luchthaven is naar Charles de Gaulle genoemd en is onderdeel van het beursgenoteerde Aéroports de Paris. Het vliegveld heeft drie terminals en vier startbanen. Dat zijn twee keer een terminal en een doublet van een start- en een landingsbaan. De derde terminal heeft een capaciteit, die kleiner is dan van de twee andere terminals.

## Geschiedenis
Parijs had aan het begin van de jaren 60 twee grote vliegvelden, Orly en Paris-Le Bourget. Men voorzag dat de capaciteit van deze twee vliegvelden niet meer voldoende zou zijn, dus werd er in 1964 besloten dat er een nieuw vliegveld moest komen. Dat werd luchthaven Parijs-Charles de Gaulle. Het werd in dezelfde richting van het centrum aangelegd als Le Bourget, dat op 13 km van Parijs ligt, en in 1974 werd geopend. Le Bourget heeft sindsdien voor het luchtverkeer een ondergeschikte rol gekregen.

## Bereikbaarheid
Parijs-Charles de Gaulle ligt ongeveer 25 km ten noordoosten van Parijs, dicht bij Roissy. De luchthaven ligt pal aan de A1.

## Openbaar vervoer
Het vliegveld is met de RER vanuit het centrum van Parijs in 45 minuten te bereiken, naar Disneyland Paris is het 10 minuten en met de hogesnelheidstrein naar Rijsel en Brussel een uur.
De luchthaven is op volgende manieren aangesloten op het openbaar vervoer:
- trein:
  - Station Aéroport Charles-de-Gaulle 1 met de voorstadstrein RER B naar het centrum van Parijs en verder naar het zuidwesten
  - Station Aéroport Charles-de-Gaulle 2 TGV met de hogesnelheidstreinen TGV inOui (naar Franse steden, Brussel en Luxemburg), Ouigo en seizoenstreinen van Eurostar (naar België en Nederland)
  - CDG Express, een spoorlijn in aanleg tussen de luchthaven en station Gare de l'Est in het centrum van Parijs
- metro
  - metrolijn 17, een metrolijn in aanleg van Grand Paris Express, tot Saint-Denis Pleyel met overstap op andere Parijse metrolijnen
  - CDGVAL, de interne automatische metro van de luchthaven
- Busnetwerken:
  - Roissybus
  - busnetwerk Haut Val-d'Oise
  - busnetwerk Roissy Ouest
  - busnetwerk Terres d'Envol
  - busnetwerk Meaux et Ourcq
  - busnetwerk Brie et 2 Morin
  - busnetwerk Oise
  - busnetwerk Seine-et-Marne Express
  - Noctilien
  - expreslijnen van Île-de-France
  - transport op aanvraag (flexbus)
  - Cars Air France
  - pendelbussen van Disneyland Paris

## Ongevallen
Een gecharterde Concorde van de Air France, bezig met vlucht Air France-vlucht 4590, stortte op 25 juli 2000 kort na de start van Paris-Charles de Gaulle neer. Daarbij kwamen alle inzittenden en vier personen op de grond om het leven.

## Passagiers
Parijs-Charles de Gaulle is na London Heathrow Airport het grootste vliegveld van Europa. Er werden 198.000 passagiers en 5.400 ton vracht per dag vervoerd in 2018.
Vanwege een beveiligingsprobleem met de MediaWiki Graph-software is het momenteel niet mogelijk deze grafiek weer te geven. Zodra de software is bijgewerkt zal de grafiek vanzelf weer zichtbaar worden.

## Luchtvaartmaatschappijen
FlyOne Armenia